# Fundação Florestal
A Fundação para a Conservação e a Produção Florestal do Estado de São Paulo ou Fundação Florestal (FF) é uma fundação pública, vinculada ao Governo do Estado de São Paulo criada com o objetivo de conservar, manejar e ampliar as florestas de produção e as Unidades de Conservação do estado de São Paulo.. Atualmente é vinculada a Secretaria de Meio Ambiente, Infraestrutura e Logística do Estado de São Paulo. 
A Fundação Florestal foi criada em 1 de julho de 1986 pela Lei Estadual nº 5 208, sendo seu estatuto aprovado pelo Decreto Estadual nº 25 952, de 29 de setembro de 1986.
Dentre suas atribuições, administra 119 unidades de conservação de proteção integral e uso sustentável do estado de São Paulo, sendo elas:
Unidades de Conservação de Proteção Integral (66 unidades):
- 25 Estações Ecológicas (EE);
- 34 Parques Estaduais (PE);
- 3 Monumentos Naturais (MN);
- 2 Refúgios de Vida Silvestre (RVS).
- 2 Reserva biológica (RB)

Unidades de Conservação de Uso Sustentável (53 unidades):
- 33 Áreas de Proteção Ambiental (APA);
- 5 Áreas de Relevante Interesse Ecológico (ARIE);
- 6 Florestas Estaduais (FE);
- 2 Reservas Extrativistas (RESEX);
- 7 Reservas de Desenvolvimento Sustentável (RDS).

## Projetos

### Ciclorrotas Fundação Florestal
Com a participação de 44 Unidades de Conservação, contemplando um total de mais de 1500 km de rotas ciclísticas, sendo 815km de rotas internas representadas por 48 ciclorroteiros, 5 rotas internúcleos somando mais de 300km e 1 mosaico somando 410km, o programa Ciclorrotas Fundação Florestal traz a possibilidade de uma vivência mais íntima do ciclistas com as Unidades de Conservação, possibilitando contato com todo o leque de biodiversidade e diferentes tipos de paisagem sob gestão da Fundação Florestal. As Unidades de Conservação que participam do programa são amigas dos ciclistas, oferecendo sua estrutura disponível para recepcionar, sendo um ponto de apoio para o pedal.
As ciclorrotas estão sendo mantidas por voluntários e por empresas interessadas em explorar economicamente o turismo ambiental da seguinte maneira:
- Autorização de Uso: para associações de monitores, agências e empresas interessadas em operar os ciclorroteiros sem utilização de imóveis (galpões, casas etc.) das UCs como ponto de apoio. – Necessário apresentar proposta em Chamamento a ser publicado pela FF; – Contrapartidas em serviços deverão ser cumpridas pelo Autorizado (manutenção de trilhas, roçada de áreas verdes, sinalização, controle de acesso, dentre outras).

- Permissão de Uso: para associações de monitores, agências e empresas interessadas em operar os ciclorroteiros com utilização de imóveis (galpões, casas etc.) das UCs como ponto de apoio. – Necessário participar de Edital de Concorrência na sede da Fundação Florestal; – Vencedor é quem apresenta a melhor proposta; – Necessário pagar outorga pelo uso do imóvel mensalmente à FF. Além da outorga, podem ser exigidas contrapartidas em serviços; – Outorga é calculada com base no m² do imóvel X valor do m² na região (média).
- Adoção de Ciclorroteiros: para qualquer pessoa interessada em fazer doações para a implementação dos ciclorroteiros. A doação pode ser de equipamentos (exemplo: bicicletários) ou de serviços (exemplo: manutenção de trilhas, reforma de imóvel para servir de ponto de apoio para ciclistas). – Se a doação for de pessoas jurídicas, é possível instalar placas nas UCs com a logomarca da empresa; – A arte das placas deve conter também a logomarca da UC, da FF e do programa Adote um Parque e deve ser aprovada pelo Setor de Comunicação da FF.